# YPG Internacional
Las YPG Internacional o Unidades de Protección Popular Internacional (en kurdo: YPG Enternasyonal) son un unidad militar de combatientes extranjeros de las YPG kurdo-sirias. Fueron formadas en diciembre de 2016 bajo el nombre de Tabur Internacional Antifascista) (AIT, Antifascist International Tabûr). Participan en la guerra civil siria siendo parte del bando kurdo sirio liderado por las Fuerzas Democráticas Sirias.
El 13 de junio de 2017 las YPG Internacional informa que la brigada pasa a ser un unidad oficial de las YPG.

## Participación en la guerra civil siria
La brigada fue formada en diciembre de 2016 por el combatiente marroquí-italiano Karim Marcello Franceschi quien ya había combatido en Siria en la batalla de Kobane entre 2014 y 2015 para expulsar al autodenominado Estado Islámico de Irak y el Levante en la fronteriza ciudad kurda.
El batallón surge por Franceschi como una propuesta para que los combatientes internacionales que llegan desde occidente puedan unirse a una brigada militar específica en la que se hable predominantemente un idioma en particular ya que en otros batallones del mismo bando como la Brigada Internacional de Liberación el idioma predominante es el turco y dificultaba a los combatientes occidentales al momento de entablar contacto con ellos.
La brigada compuesta en su mayor parte por comunistas, socialistas y anarquistas provenientes de Europa lanzó un comunicado fundacional en el que mencionan sus principios y sus causas, en las que se destaca la unidad común entre comunistas y anarquistas como un frente de antifascistas contra el Estado Islámico. Dicho comunicado fue lanzado en varios idiomas, entre ellos en español y euskera.